# Чери Хил Мол (Њу Џерзи)
Чери Хил Мол (енгл. Cherry Hill Mall) насељено је место без административног статуса у америчкој савезној држави Њу Џерзи.

## Демографија
По попису из 2010. године број становника је 14.171, што је 933 (7,0%) становника више него 2000. године.
| Група             | 2000.          | 2010.         |
| Белци             | 10.789 (81,5%) | 9.972 (70,4%) |
| Афроамериканци    | 668 (5,0%)     | 1.090 (7,7%)  |
| Азијати           | 1.196 (9,0%)   | 1.832 (12,9%) |
| Хиспаноамериканци | 399 (3,0%)     | 1.014 (7,2%)  |
| Укупно            | 13.238         | 14.171        |